# Karol Wójciak
Karol Wójciak zwany Heródkiem (ur. 19 października 1892 w Lipnicy Wielkiej, zm. 1 września 1969 tamże) – polski rzeźbiarz ludowy z Lipnicy Wielkiej na Orawie.
Był pastuchem na którym ciążyło piętno „głuptoka”. Żył samotnie, mieszkał w stajni, która służyła mu także za pracownię rzeźbiarską. Miał problem z porozumiewaniem się – mówił niewyraźnie. Krótko chodził do szkoły, nauczył się czytać i pisać. Posługiwał się w mowie polszczyzną pełną madziaryzmów i słowakizmów. Dzieciństwo miał naznaczone przemocą ze strony ojca.. Zapamiętano go jako człowieka życzliwego i uczynnego. W gniew wpadał tylko wtedy, gdy niszczono jego rzeźby. Był nieśmiały, jednak zachęcony, stawał się gawędziarzem i muzykantem. Śpiew i gra na skrzypcach własnej roboty, były dla niego okazją do popisania się. Zapraszano go na chrzciny i wesela, a zabawne muzykowanie nagradzano wódką i jedzeniem.
Pierwsze rzeźby wykonywał z korzeni o fantazyjnych kształtach. Tak powstawały figurki zwierząt, o których opowiadał wymyślone przez siebie historyjki. Później używał grubych polan przeznaczonych na podpałkę. Rzeźbił Pana Jezusa, Matkę Boską i wizerunki świętych, a zwłaszcza anioły. Forma tych figur jest wyjątkowo prosta. Jedynym szczegółem anatomicznym, na który rzeźbiarz zwracał uwagę, była twarz z dużymi oczami i dłonie. Używał podstawowych kolorów, często dla kontrastu na skrzydłach aniołów umieszczał punkty o innych barwach. Swoje prace ustawiał na łące, wierzył, że oglądanie ich może skłaniać ludzi do pobożnego i godnego życia. Uznanie dla sztuki rzeźbiarskiej „Heródka” przyszło dopiero w latach 60., kiedy został odkryty przez miłośników sztuki ludowej. Jego prace znajdują się między innymi w Muzeum Etnograficznym im. Seweryna Udzieli w Krakowie i Państwowym Muzeum Etnograficznym w Warszawie.
W 2019, w 50 rocznicę śmierci Heródka Muzeum Etnograficzne im. Seweryna Udzieli w Krakowie zorganizowało wystawę jego prac w Domu Esterki.
W 2019 r. opracowana została też poświęcona mu obszerna monografia Heródek : novy mit (wydana w Jabłonce przez Stowarzyszenie Rozwoju Orawy), zawierająca m.in. jego pełną biografię Heródek Lipnicki : Karol Wójciak (1892-1969) autorstwa Małgorzaty Liśkiewicz.